# Мартинес, Лестер
Лестер Мартинес (исп. Lester Martinez); род. 17 октября 1995, Сан-Бенито, Петен) — гватемальский боксёр-профессионал, выступающий в средней, во второй средней и в полутяжёлой весовых категориях. Бронзовый призёр Панамериканского чемпионата (2017), чемпион Центральноамериканских игр (2013), чемпион Игр Центральной Америки и Карибского бассейна (2018), чемпион Гватемалы (2015, 2017) в любителях.
Лучшая позиция по рейтингу BoxRec — 10-я (апрель 2025) и является 1-м среди гватемальских боксеров суперсредней весовой категории, а по рейтингам основных международных боксёрских организаций занимает: 8-ю строку рейтинга WBC, 2-ю строку рейтинга WBA — входя в ТОП-10 лучших суперсредневесов мира.

## Любительская карьера
В июне 2011 года стал бронзовым призёром Панамериканского чемпионата среди юниоров в 1-м полусреднем весе (до 63 кг).
В декабре 2012 года стал серебряным призёром чемпионата мира среди юношей в 1-м полусреднем весе (до 64 кг).

### Центральноамериканские игры 2013
Выступал в 1-й полусредней весовой категории (до 64 кг). В четвертьфинале победил гондурасца Даниэля Альвареса. В полуфинале победил панамца Омера Родригеса. В финале победил никарагуанца Хулио Лагуну.

### Игры Центральной Америки и Карибского бассейна 2014
Выступал в полусредней весовой категории (до 69 кг). В 1/8 финала проиграл багамцу Карлу Хейду.

### Чемпионат Гватемалы 2015
Выступал в полусредней весовой категории (до 69 кг). В финале победил Луиса Барилласа.

### Панамериканский чемпионат 2015
Выступал в полусредней весовой категории (до 69 кг). В 1/8 финала победил чилийца Даниэля Муньоса. В четвертьфинале проиграл кубинцу Роньелю Иглесиасу.

### Чемпионат мира 2015
Выступал в полусредней весовой категории (до 69 кг). В 1/16 финала проиграл мексиканцу Марвину Кабрере.

### Панамериканский чемпионат 2017
Выступал в средней весовой категории (до 75 кг). В 1/8 финала победил чилийца Джозефа Черкашина. В четвертьфинале победил бразильца Геберта Консейсана. В полуфинале проиграл кубинцу Арлену Лопесу.

### Чемпионат мира 2017
Выступал в средней весовой категории (до 75 кг). В 1/16 финала проиграл нидерландцу Максу ван дер Пасу.

### Чемпионат Гватемалы 2017
Выступал в средней весовой категории (до 75 кг). В полуфинале победил Мисаэля Круса Барахону. В финале победил Луиса Антонио Гарсию.

### Игры Центральной Америки и Карибского бассейна 2018
Выступал в средней весовой категории (до 75 кг). В четвертьфинале победил панамца Луиса Эрнандеса. В полуфинале победил пуэрториканца Луиса Родригеса. В финале победил кубинца Арлена Лопеса.

## Профессиональная карьера
Дебютировал на профессиональном ринге 6 апреля 2019 года. Нокаутировал во 2-м раунде экс-чемпиона мира в двух весовых категориях никарагуанца Рикардо Майоргу.
До конца года провел еще 3 победных боя которые закончил досрочно.

### 2020
Провел еще два боя против малоизвестных оппонентов победив нокаутами.
9 декабря 2020 года вышел на первый бой за вакантный второстепенный пояс WBC Latino Super Middle против джорнимена Уриэль Гонсалеса (18-6-1) которого победил ТКО 1

### 2021
3 апреля 2021 года в Лос Мочис (Мексика) победил джорнимэна Габриеля Лопеса (10-4-1) нокаутом в 4-м раунде и завоевал вакантный второстепенный титул WBO Latino Super Middle
14 октября 2021 года в Лос Мочис (штат Синалоа, Мексика) победил по очкам крепкого кубинца Раикко Сантану (8-2). После 10 раундов: 95—94, 97—92, 95—94

### 2022
Провел 4 победных боя, успешно дебютировал в США:
30 июля 2022 года в Ларедо (Техас) победил в 10-и раундах по очкам Родолфо Гомеса мл. (14-5-2): 97—93, 100—90, 99—91
В октябре 2022 года в Джексон (Миссиссиппи) победил досрочно ТКО 2 Джереми Паркса (6-28-3)
11 ноября 2022 года в Акапулько (Мексика) на 60-м конгрессе WBC побил джорнимена Кристиана Фабиана Риоса (23-16-3, 7 КО) из Аргентины. Технический нокаут в 5 раунде.

### 2023
10 апреля 2023 года в Лас Вегасе (США) нокаутировал 8-м раунде Исайю Стина (16-1)
12 июля 2023 года в Плант-Сити, (США) удосрочил бразильского гейткипера Лукаса де Абреу (14-4, 11 КО). В 4-м раунде рефери остановил схватку после того, как андердог в очередной раз взял колено.

### 2024
23 февраля 2023 года на родине в Гватемала Сити, (Гватемала). В главном событии вечера был разыгран вакантный второстепенный пояс WBC Latino. Мартинес нокаутировал во 2-м раунде колумбийца Рубена Ангуло (11-9-2, 5 КО).

#### Бой с Карлосом Гонгорой
28 июня 2024 года в Вашингтоне (США) вышел на бой против эквадорца, бывшего чемпиона IBO Карлоса Гонгору (22-3, 17 КО). Бой проходил при преимуществе Мартинеса который был активней и точней. В паре моментов за бой (4 и 6 раунд, например) Мартинес имел шансы закончить бой досрочно. В 9-м раунде Гонгора выживал и еле дотянул до конца боя ввиду пропущенных силовых в прошлых раундах. Судьи единогласно отдали бой Мартинесу: 100—90, 99—91 дважды.

### 2025
22 марта 2025 года в Сан-Бернардино (США) в главном бою вечера в проспект-клэше встретилися с небитым 26- летним Джошоном Джеймсом (9-0-2, 5 КО). Начало боя осталось за Джеймсом. Американец обладает хорошим тоннажем, бьет много и агрессивно. Мартинес выцеливает, не торопится, разыгрывая до верного. Американец не плох и во втором раунде, умело боксируя ввблизи чтобы не попадать под удобную дистанцию гватемальца. В концовке третьего раунда Лестер всё же донес удар и реализовал свой удар, но Джошон смог достоять секунды оставшегося раунда. В 4-м раунде Мартинес закончил дело: точные два боковых, апперкот - всё в цель. Лестер Мартинес КО 4.

## Статистика боёв
В таблице перечислены результаты всех поединков боксёров.
В каждой строке указан результат поединка. Дополнительно номер поединка обозначен цветом, который обозначает итог поединка. Расшифровка обозначений и цветов представлена в нижеследующей таблице.
| Пример | Расшифровка                     |
| ------ | ------------------------------- |
|        | Победа                          |
|        | Ничья                           |
|        | Поражение                       |
|        | Планируемый поединок            |
|        | Поединок признан несостоявшимся |
| КО     | Нокаут                          |
| ТКО    | Технический нокаут              |
| PTS    | Решение судей (по очкам)        |
| UD     | Единогласное решение судей      |
| MD     | Решение большинства судей       |
| SD     | Раздельное решение судей        |
| RTD    | Отказ от продолжения боя        |
| DQ     | Дисквалификация                 |
| NC     | Поединок признан несостоявшимся |

| Бой | Дата            | Соперник                        | Место проведения                                                 | Результат | Примечание                                                                                         |
| --- | --------------- | ------------------------------- | ---------------------------------------------------------------- | --------- | -------------------------------------------------------------------------------------------------- |
| 19  | 22 марта 2025   | Джошон Джеймс (9-0-2)           | Orange Show Events Center, Сан-Бернардино, Калифорния, США       | KO4 (10)  | Джеймс в нокдауне в 3-м раунде                                                                     |
| 18  | 28 июня 2024    | Карлос Гонгора (22-2)           | Entertainment and Sports Arena, Вашингтон, США                   | UD10 (10) | Счёт: 100-90 и 99-91 (дважды).                                                                     |
| 17  | 23 февраля 2024 | Рубен Ангуло (11-8-2)           | Parque de la Industria, город Гватемала, Гватемала               | KO2 (10)  | Завоевал вакантный титул WBC Latino во 2-м среднем весе.                                           |
| 16  | 12 июля 2023    | Лукас де Абреу (14-3)           | Whitesands Events Center, Плант-Сити, Флорида, США               | KO4 (10)  | |
| 15  | 10 апреля 2023  | Айзея Стин (16-1)               | Westgate Hotel & Casino, Лас-Вегас, Невада, США                  | TKO8 (10) | |
| 14  | 11 ноября 2022  | Фабиан Риос Фраусто (7-5-3)     | Акапулько, Герреро, Мексика                                      | TKO3 (8)  | |
| 13  | 8 октября 2022  | Джереми Паркс (6-28-3)          | Mississippi Basketball and Athletics, Джэксон, Миссисипи, США    | TKO2 (8)  | |
| 12  | 30 июля 2022    | Родольфо Гомес-младший (14-5-2) | Sames Auto Arena, Ларедо, Техас, США                             | UD10 (10) | Счёт: 97-93, 100-90, 99-91.                                                                        |
| 11  | 24 марта 2022   | Хайме Эрнандес (9-5)            | Palenque de la Feria, Тепик, Наярит, Мексика                     | RTD4 (8)  | |
| 10  | 14 октября 2021 | Раико Сантана (8-2)             | Auditorio Benito Juarez, Лос-Мочис, Синалоа, Мексика             | UD10 (10) | Защитил титул WBO Latino во 2-м среднем весе (1-я защита Мартинеса). Счёт: 97-92 и 95-94 (дважды). |
| 9   | 3 апреля 2021   | Габриэль Лопес (10-4-1)         | Polideportivo Centenario,, Лос-Мочис, Синалоа, Мексика           | KO4 (10)  | Завоевал вакантный титул WBO Latino во 2-м среднем весе.                                           |
| 8   | 26 февраля 2021 | Хуан Серхио Торрес Перес (8-9)  | Hotel Canopy Hilton, Канкун, Кинтана-Роо, Мексика                | KO1 (10)  | |
| 7   | 9 декабря 2020  | Уриэль Гонсалес (18-6-1)        | Marinaterra Hotel Spa, San Carlos Nuevo Guaymas, Сонора, Мексика | TKO1 (8)  | Завоевал вакантный титул WBC Latino во 2-м среднем весе.                                           |
| 6   | 22 октября 2020 | Мичи Муньос (28-11-1)           | Marinaterra Hotel Spa, San Carlos Nuevo Guaymas, Сонора, Мексика | KO1 (8)   | |
| 5   | 27 августа 2020 | Абрахам Эрнандес (8-2)          | Marinaterra Hotel Spa, San Carlos Nuevo Guaymas, Сонора, Мексика | TKO2 (6)  | |
| 4   | 27 июля 2019    | Рой Фернандес (дебют)           | город Гватемала, Гватемала                                       | TKO3 (4)  | |
| 3   | 28 июня 2019    | Хесус Левис Хименес (0-2)       | Big Punch Arena, Тихуана, Нижняя Калифорния, Мексика             | TKO2 (4)  | |
| 2   | 14 июня 2019    | Даниэль Монтехо (2-0)           | Big Punch Arena, Тихуана, Нижняя Калифорния, Мексика             | KO1 (4)   | |
| 1   | 6 апреля 2019   | Рикардо Майорга (32-11-1)       | Гватемала, Гватемала                                             | TKO2 (6)  | |
| Бой | Дата            | Соперник                        | Место проведения                                                 | Результат | Примечание                                                                                         |

## Титулы и достижения

### Любительские
- 2011  Бронзовый призёр Панамериканского чемпионата среди юниоров в 1-м полусреднем весе (до 63 кг).
- 2012  Серебряный призёр чемпионата мира среди юношей[англ.] в 1-м полусреднем весе (до 64 кг).
- 2013[англ.]  Чемпион Центральноамериканских игр в 1-м полусреднем весе (до 64 кг).
- 2015  Чемпион Гватемалы в полусреднем весе (до 69 кг).
- 2017  Бронзовый призёр Панамериканского чемпионата в среднем весе (до 75 кг).
- 2017  Чемпион Гватемалы в среднем весе (до 75 кг).
- 2018[англ.]  Чемпион Игр Центральной Америки и Карибского бассейна в среднем весе (до 75 кг).

### Профессиональные
- Титул WBC Latino во 2-м среднем весе (2020—2021, 2024—н. в.).
- Титул WBO Latino во 2-м среднем весе (2021—2023).